# Disulfidna veza
Disulfidna veza u kemiji predstavlja kovalentnu vezu. Najčešće nastaje kad se pvežu dvije tiolne skupine. 

## Bjelančevine
Disulfidna veza važna je u stabilizaciji bjelančevina. Njome se stvara čvrsta veza među lancima, što je posebno važno za formiranje sekundarne i tercijarne strukture.

## Vanjske poveznice
- Synthesis of Disulfides